# Slowgate
Slowgate var ett hårdrocksband från Boden som från början spelade thrash metal. Bandet bildades 1995 av gitarristen Nicklas Johansson, tidigare i Maninnya Blade och Hexenhaus. Debutalbumet The Force of the Unknown gavs ut 2002 och senaste albumet, Day of Wrath, kom 2010. 
Efter en del avhopp och en längre paus startade bandet upp igen i mitten av 2007. Musiken hade nu en betydligt råare inriktning än tidigare med influenser från  doom metal, death metal och hardcore. 2008 spelades 4-spårsdemon "The Descent"  in i Batcave North Studios och flera liveframträdande runt om i Sverige följde. Under 2009 spelades fyra nya låtar in till demon "The Bleeding". Arbetet på ett fullängdsalbum startade i januari 2010 och i oktober samma år släpptes albumet Day of Wrath.

## Medlemmar
Senaste medlemmar
- Nicklas Johansson – sologitarr
- Thomas Kraus – rytmgitarr
- Peter Uvén – basgitarr
- Erik Forsgren – trummor
- Johan Hedlund – sång

Tidigare medlemmar
- Jan "Blomman" Blomqvist – basgitarr
- Christoffer "Cribba" Larsson – sång
- Jan Lindberg – basgitarr
- Kenneth Olofsson – trummor
- Jerry Rutström – gitarr

## Diskografi
Demo
- 1996 – Religion
- 1998 – Sick and Confused
- 1998 – Pureworld part 1
- 2008 – The Descent
- 2009 – The Bleeding

Studioalbum
- 2002 – The Force of the Unknown
- 2005 – Nordic Rage
- 2010 – Day of Wrath

Singlar
- 1999 – "Slowgate"